# Raflézie Arnoldova
Raflézie Arnoldova (Rafflesia arnoldii) je tropická parazitická rostlina s největším solitérním květem na světě. Květ s max. hmotností téměř 11 kg mívá průměr 0,6 až jeden metr. Největší dosud zaznamenaný exemplář z Indonésie (oznámený začátkem ledna 2020) měl průměr 111 cm, takže o čtyři centimetry překonal předchozího „rekordmana“, který byl také nalezen v džunglích Západní Sumatry.
Rostlina je nejznámějším druhem rodu raflézie a za svůj život vytvoří jediný jednopohlavný květ.

## Výskyt
Rostlina je známa pouze z ostrovů jihovýchodní Asie, z indonéské Sumatry a indonésko-malajského Bornea. Objevena byla při expedici v roce 1818 na Sumatře a druhové jméno arnoldii dostala na počest indonéského botanika Josepha Arnolda, pocházejícího z tehdejší Nizozemské východní Indie, který při výpravě zemřel. Rodové jméno Rafflesia vzniklo na počest britského státníka Stamforda Rafflese, zakladatele britského Singapuru.

## Ekologie
Roste v primárních nebo sekundárních tropických deštných lesích v nadmořské výšce 500 až 1000 m, obvykle při stálé teplotě okolo 25 °C a noční vzdušné vlhkosti blížící se ke 100 %. Parazituje na třech druzích liánovité révovité rostliny Tetrastigma, nejčastěji na druhu Tetrastigma leucostaphylum. Roste rozptýleně a obvykle na těžko dostupných místech.
Raflézie Arnoldova nevytváří stonek, listy ani kořeny. Z drobného semene, které vniklo do poraněného místa v kůře parazitované rostliny, vyroste prokaulom, který se přemění v haustoria, jež prorůstají do těla hostitelské rostliny (kořene nebo stonku). Odtud čerpají vodu i živiny. Od vyrašení k vytvoření květu uplyne 9 až 21 měsíců; po tuto dobu není navenek nic patrného.

## Popis
Nejdříve z liány (nejčastěji u země) vyraší kulovité, rezavohnědé poupě kryté šupinovitými listeny, které postupně doroste do velikosti hlávky zelí. Nato se pupen plošně rozvine do kruhového souměrného květu. Nápadné okvětí je tvořeno pěti masitými podlouhlými a hranatými korunními plátky houbovité struktury, které jsou zbarveny masově červeně s bělavými bradavičnatými skvrnami. Plátky jsou u báze srostlé do trubky a ve střední části květu tvoří manžetu. Vespod na středu květu je střední sloupek s terčem, nad ním jsou pachové žlázy rozptylující typický zápach. Pod terčem jsou buď tyčinky (pět a více), nebo spodní semeník s vajíčky v mnoha komůrkách tvořených druhotným přepážkami. Květ zůstává rozvitý nejvýše pět dní.

## Opylování
V průběhu kvetení vydává květ odporný zápach připomínající hnijící maso, který přiláká opylovače – hmyz. Nejčetnějšími návštěvníky, a tudíž opylovači bývají mouchy, resp. dvoukřídlý hmyz nebo brouci hledající mršinu k nakladení vajíček. Tu sice nenajdou, ale na samčích rostlinách olizují z tyčinek lepkavý pyl, který po přeletu na samičí rostlinu (při dalším hledání mršiny) ulpí na blizně.
Květ opylovačům neposkytuje nic na oplátku, pouze je přelstí vidinou potravy a možnosti naklást vajíčka do mršiny.
Způsob složitého opylování je důvodem, proč jsou rostliny tak vzácné. Samčí a samičí rostliny musí růst blízko sebe, vykvést ve stejnou dobu, musí je navštívit hmyz, a to ve správném pořadí a dostatečně obalený pylem. Plodem je dužnatá bobule, 12 až 15 cm velká, s několika tisíci velmi malých semen. Bobule požírají drobní savci, kteří trusem roznášejí semena po okolí; případně bobule spadne na zem a stejně jako celý květ se v krátkém čase promění v hustou kaši, která se lepí na nohy procházející zvěři.

## Taxonomie
Jakkoliv se raflézie Arnoldova vyskytuje vzácně, byly popsány dvě její variety:
- Rafflesia arnoldii arnoldii – roste na ostrově Borneo, v malajském Sabahu a Sarawaku a indonéském Západním Kalimantanu,
- Rafflesia arnoldii atjehensis (Koord.) Meijer – roste na indonéském ostrově Sumatra a liší se tím, že terč ve středu květu je menší.[12]

## Využití
Rostlina je využívna v tradiční medicíně domorodých obyvatel jako zdroj léčivých látek. V rostlinách byly objeveny biologicky aktivní fenoly (fenolické kyseliny, flavonoidy, katechiny),  alkaloidy (nikotin, kofein), taniny a fenylpropanoidy. Významnou vlastností rostlin rodu Rafflesia je schopnost urychlovat hojení ran, kterou potvrdil i moderní výzkum. Zatím však nebylo zjištěno, díky kterým obsahovým látkám tomu tak je.

## Ohrožení
Jakkoliv je raflézie Arnoldova vzácná, je zákonem chráněna pouze v Sabahu, kde je také lokalita (Poring Hot Springs), ve které jsou v době jejího kvetení poutače směřující k rostlinám. Jinak raflézie obvykle rostou na nepřístupných místech a kvetou v neodhadnutelnou dobu, takže je kromě domorodců nikdo nenalezne. Jsou však ohrožovány jednak odlesňováním krajiny, jednak vysekáváním lián v lese kvůli vyšším přírůstkům dřeva z „užitečných“ stromů. Mezinárodním svazem ochrany přírody (IUCN) není dosud hodnocena.

## Galerie

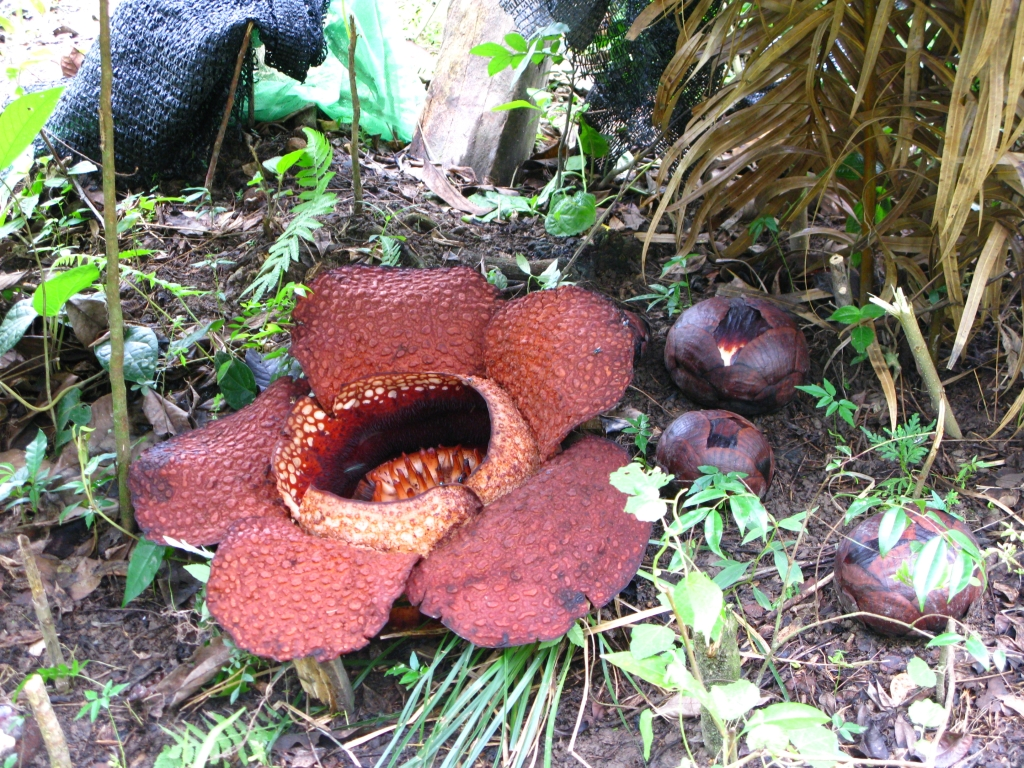
Květ a nové květní pupeny
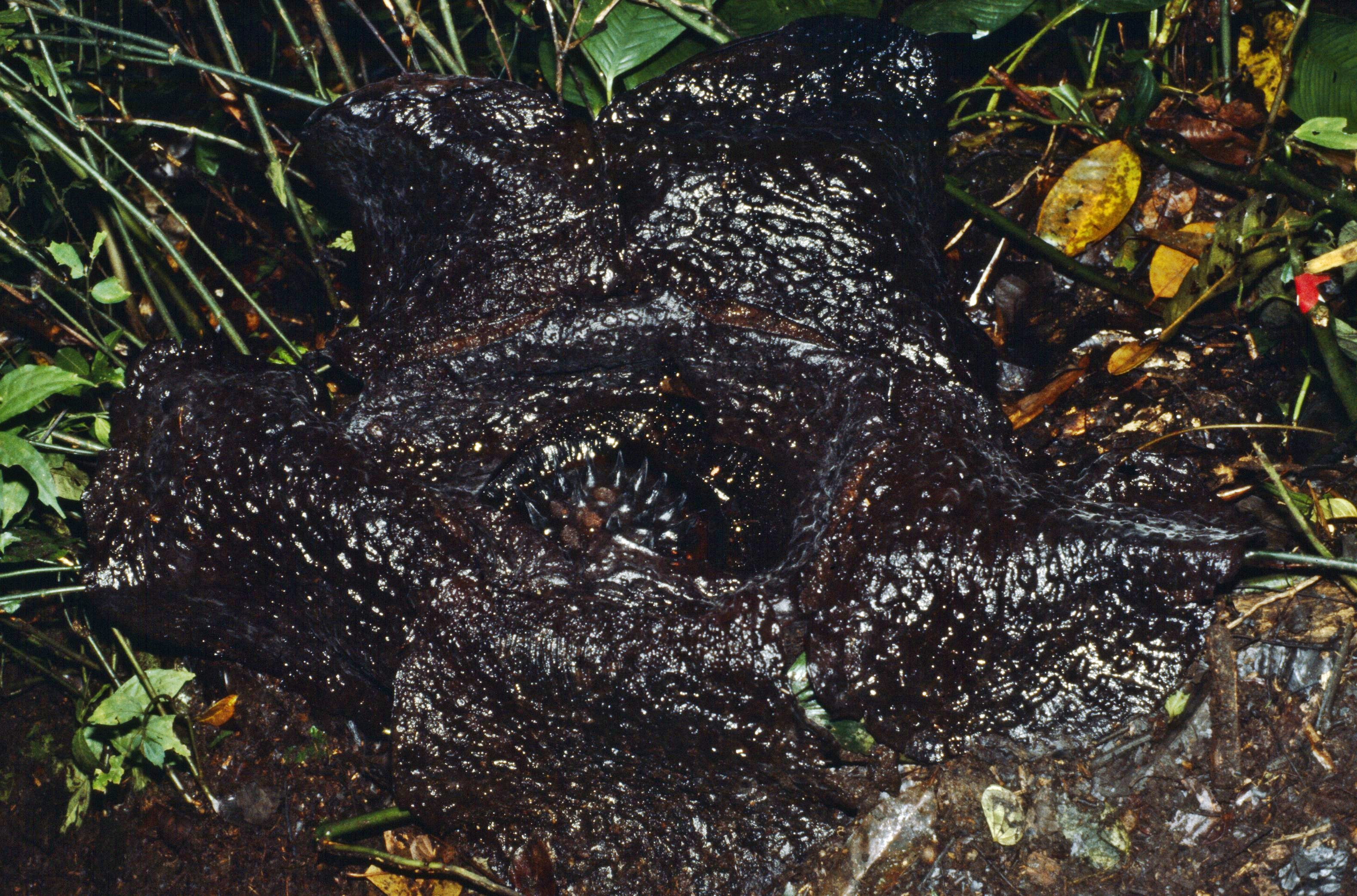
Přezrálý květ